# آنارام (ایزد)
اَنارم (اوستایی: اَنَغرِرَاوچَ) در اساطیر ایرانی به معنای ایزد «روشنایی بی‌پایان» است. بر پایهٔ باورهای زرتشتیان، کسانی که با اندیشه نیک، گفتار نیک و کردار نیک زندگی کنند و با دروغ و ناپاکی مبارزه نمایند، سرانجام به سرای نور و سُرور خواهند رفت که سرشار از خرسندی و شادمانی است. این سرا همان خانهٔ واپسین و جایگاه روشنایی و فروغ بی‌پایان به‌شمار می‌رود.   
گل «مرو اردشیران» در دین زرتشتی به‌عنوان نماد انارم شناخته می‌شود.
روز سی‌ام در گاهشماری زرتشتی به نام اَنارم اختصاص دارد و ایزد انارم نگهبان این روز است.

## جشن و نیایش
زرتشتیان در این روز به سفر می‌روند و اهورامزدا را به شکرانهٔ داده‌های نیکش ستایش می‌کنند.